# Антарктична пустеля
Антарктична пустеля — природна зона, частина антарктичного географічного поясу, яка охоплює острівну і материкову сушу  Антарктики, найпівденніша з природних зон Землі.

## Клімат
Має низькі температури повітря у зимові місяці від −60 до −70 °C. Температура повітря в літні місяці від −30 до −50 °C. Навіть влітку температура не піднімається вище −20 °C. На узбережжі, в районі Антарктичного півострова, температура повітря досягає влітку 10 — 12 °C. Формується не тільки у зв'язку з низькими температурами високих широт, але також через відбиття тепла через високе альбедо снігу і  льоду. Холодне повітря скочується з центральних районів  Антарктиди, утворюючи стокові вітри, що досягають великих швидкостей біля узбережжя.
Відносна вологість повітря 60-80%, що зумовлено переважанням низхідних потоків. Біля узбережжя і в антарктичних оазах відносна вологість повітря знижується до 20 і навіть 5%.
Опади представлені виключно у вигляді снігу: їх кількість досягає в рік від 30-50 мм до 600–700 мм і зростає на деяких шельфових льодовиках до 700–1000 мм. У зв'язку з сильними вітрами дуже часті хуртовини.

## Флора і фауна
Рослинний і тваринний світ дуже бідний і своєрідний. В антарктичних оазах (вільні від льоду ділянки) поблизу узбережжя бідна рослинність представлена  мохами,  лишайниками, кількома видами  квіткових і  водоростями у водоймах.
Тут дуже мало наземних тварин: відсутні літаючі комахи, сухопутні ссавці і прісноводні риби. У невеликих прісноводних водоймах на суші мешкають найпростіші, коловертки, вільноживучі нематоди, нижчі ракоподібні.
В антарктичних оазах, серед лишайників і мохів мешкають дрібні кліщі і безкрилі комахи — ногохвостки і один вид мух з зародковими крилами.
До небагатьох пов'язаних із сушею птахів належать три ендемічних види: біла сивка, що харчується яйцями пінгвінів, коник (Anthus antarcticus) і качка (Anas georgica), а також кілька видів  пінгвінів.